# Diomedes (fill de Tideu)
|  | Aquest article tracta sobre el fill de Tideu. Vegeu-ne altres significats a « Diomedes». |

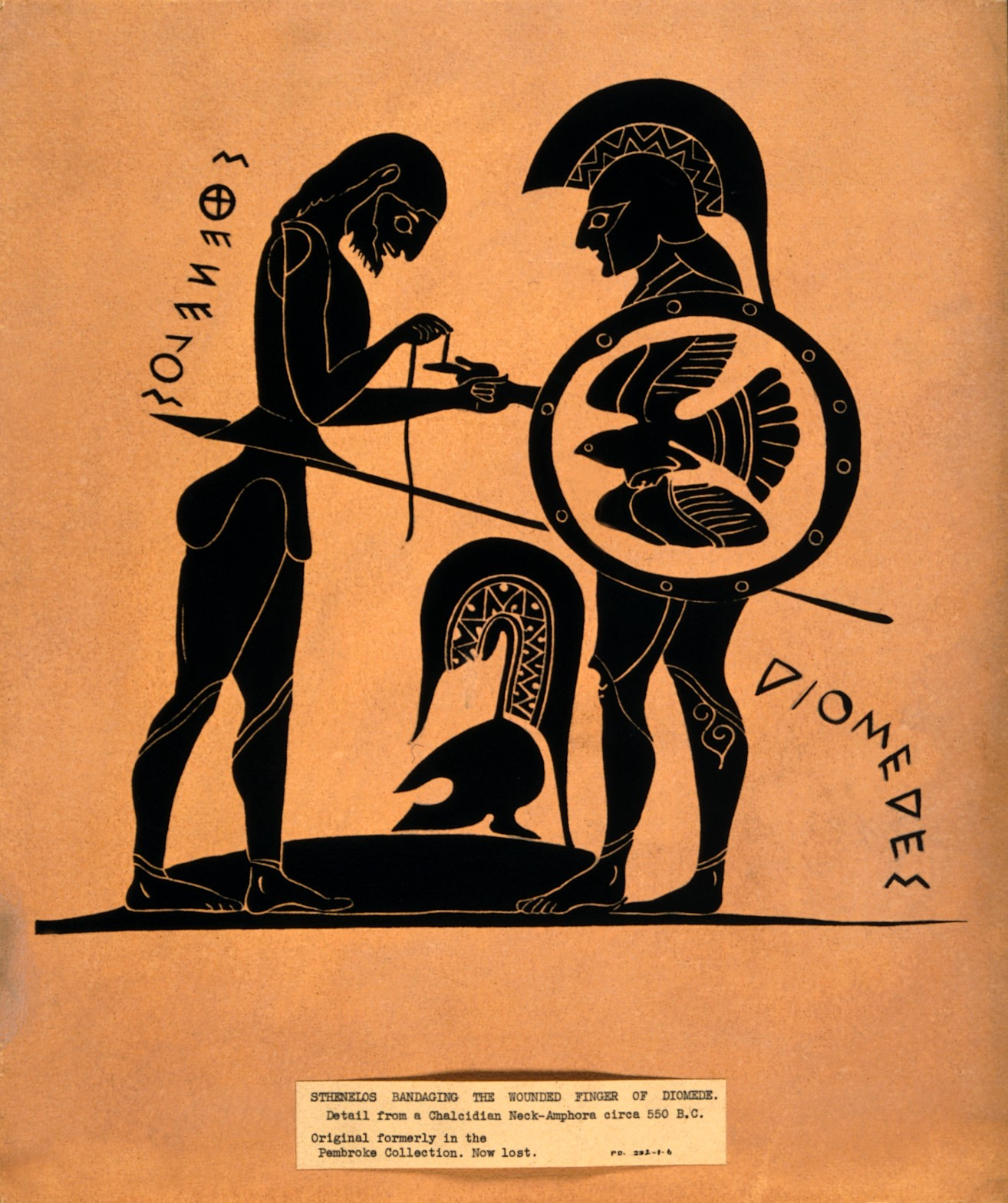
Estènel i Diomedes.

Segons la mitologia grega, Diomedes (en grec antic Διομήδης Diomedes) va ser un rei d'Argos, fill de Tideu i Deípile, una de les filles d'Adrast, i marit d'Egialea.
Va participar en l'expedició dels epígons contra Tebes. La tradició explica que va venjar-se dels fills d'Agri que havien enderrocat Eneu, el seu avi, rei de Calidó. Diomedes va entrar secretament a Argos amb Alcmeó i va matar tots els fills d'Agri, excepte Onquest i Tersites, que havien fugit al Peloponnès. Eneu ja era vell, i Diomedes va donar el regne a Andrèmon, que estava casat amb Gorge, una filla d'Eneu. Eneu es retirà al Peloponès, i allà va ser mort en una emboscada pels fills supervivents d'Agri. Diomedes li va organitzar uns funerals magnífics i l'enterrà al lloc on més endavant es fundaria la ciutat d'Ènoe. Després es va casar amb Egialea, la seva tia.
En les tradicions del cicle troià i a la Il·líada, Diomedes és un company d'Odisseu, que participa en quasi totes les missions delicades de l'heroi d'Ítaca. Va anar a la guerra de Troia amb els atrides, ja que era un antic pretendent d'Hèlena. Va ser al costat d'Odisseu a Esciros, buscant la col·laboració d'Aquil·les a la guerra. Va forçar Agamèmnon, juntament amb Odisseu, a sacrificar la seva filla Ifigenia a l'Àulida, i també va ser amb ell en la visita que es va fer a Aquil·les per convèncer-lo de que tornés a la guerra al costat dels grecs quan ple de còlera, va marxar. Va participar en una expedició de reconeixement jant amb Odisseu durant la nit, al camp dels troians. Va matar allà l'espia Doló i Resos, el cap d'un contingent traci que havia anat a ajudar els troians, i li va robar els seus cavalls blancs extraordinàriament veloços.
Diomedes va participar en els Jocs Fúnebres celebrats en honor de Pàtrocle. Una tradició el fa company d'Odisseu quan aquest entrà a Troia per robar el Pal·ladi que protegia la ciutat.
En les tradicions posteriors a la Ilíada el trobem buscant Filoctetes perquè els grecs el necessitaven per poder conquerir Troia. Diomedes és un combatent fort i vigorós i fereix Afrodita en la batalla, cosa que va provocar la seva còlera. Es deia que tenia gran facilitat de paraula, i les seves opinions s'escoltaven en les reunions dels cabdills aqueus. Però també era colèric. Quan Aquil·les va matar Tersites per les burles d'aquest contra Pentesilea, s'enrabià contra ell i li recordà que Tersites era parent seu. Després demanà que el cos de l'amàzona sigui llençat a l'Escamandre.
El retorn de Diomedes a casa seva es considerava "molt feliç", com explica l'Odissea. Però tradicions posteriors el carreguen encara d'aventures. La seva esposa Egialea li va ser infidel amb Cometes. L'heroi va tornar a Argos i va estar a punt de morir per les emboscades que ella li parava. Va refugiar-se a l'altar d'Hera com a suplicant, i des d'allí va marxar cap a Itàlia, al costat del rei Daune. La infidelitat de la seva dona s'explica com una manifestació de la còlera d'Afrodita, que li tenia rancúnia des que Diomedes la va ferir. Al costat de Daune va lluitar contra els enemics del rei, però aquest no li va donar la recompensa que li havia promès per la seva ajuda. Diomedes va llançar malediccions contra el país i va demanar que fos estèril fins que no el cultivessin els etolis, els seus compatriotes. Daune, però, va trobar l'heroi i va matar-lo, mentre els seus companys, els doris, eren transformats en uns ocells que eren mansos quan trobaven grecs i ferotges amb qualsevol altre ésser humà.